# Life in a Fishbowl
Life in a Fishbowl är en isländsk dramafilm från 2014 i regi av Baldvin Zophoníasson. Huvudrollerna spelas av Hera Hilmar, Thor Kristjansson och Þorsteinn Bachmann. Den isländska ursprungstiteln är Vonarstræti, som ungefär betyder "hoppets gata" och är en gata i centrala Reykjavik. Handlingen kretsar kring tre personer i den isländska huvudstaden: en försupen poet, en ung mor som prostituerar sig och en före detta fotbollsspelare som försöker göra karriär inom en korrupt företagsvärld.
Filmen hade isländsk premiär den 14 maj 2014 och visades bland annat vid Toronto International Film Festival. Den blev en publikframgång i hemlandet och blev kallad för Islands bästa film någonsin i tidningen Fréttablaðið. Filmen var Islands bidrag till Oscar för Bästa icke-engelskspråkiga film och fick Eddapriset i tolv kategorier, däribland Bästa film, regi, manus, kvinnliga huvudroll och manliga huvudroll.

## Rollista (i urval)
- Hera Hilmar – Eik
- Thor Kristjansson – Sölvi
- Ingvar Þórðarson – Hannes
- Sveinn Ólafur Gunnarsson – Gústi
- Þorsteinn Bachmann – Móri
- Laufey Elíasdóttir – Aníta
- Birgir Örn Steinarsson – Frisör
- Markus Reymann – Gerald